# Scotopteryx duplicata
Scotopteryx duplicata är en fjärilsart som beskrevs av Warren 1853. Scotopteryx duplicata ingår i släktet backmätare, och familjen mätare. Inga underarter finns listade.